# WebSphere Portal Server
WebSphere Portal Server é uma tecnologia da IBM.
Trata-se de uma série de aplicações Java que são executadas em cima do WebSphere Application Server.
O WebSphere Portal Server executa portlets, os quais comunicam-se com outros portlets e com aplicações em camadas mais baixas.
WebSphere Portal é uma interface agregadora de pequenos aplicativos (portlets) e ferramentas para desenvolvimento e gerenciamento de portais. Um portal é uma aplicação Web que fornece recursos em um ponto único de acesso na Web agregando conteúdo e exigindo que os usuários efetuem login ao próprio portal. WebSphere Portal pode ser utilizado por dispositivos ativados por WAP e telefones i-Mode, bem como para vários navegadores da Web.
Um dos principais recursos do WebSphere Portal é dar aos seus usuários a opção de adaptar a aparência e o comportamento do portal para se ajustar aos padrões de uma organização ou para personalizar o conteúdo da página de acordo com o perfil de cada usuários. Os usuários finais, tais como parceiros de negócio, clientes ou funcionários, podem personalizar mais ainda suas próprias visualizações do portal, adicionando portlets as páginas e organizando-as como quiserem.
Para rodar os WebSphere Portal e necessário uma máquina com uma ótima configuração, o servidor WebSphere Server e um banco de dados.